# Gunnar Thoresen
Gunnar Nils Thoresen (ur. 21 lipca 1920 w Larviku, zm. 3 października 2017 tamże) – norweski piłkarz grający na pozycji napastnika. W swojej karierze rozegrał 64 mecze w reprezentacji Norwegii i strzelił w nich 22 gole.

## Kariera klubowa
Przez całą swoją karierę piłkarską Thoresen związany był z klubem Larvik Turn & IF, wywodzącym się z jego rodzinnej miejscowości Larvik. Zadebiutował w nim w 1945 roku. W sezonach 1952/1953 i 1953/1954 został królem strzelców ligi norweskiej. Zdobywał w nich po 15 bramek. W latach 1953, 1954 oraz 1955 wywalczył z Larvik Turn trzy tytuły mistrza Norwegii, jedyne w historii klubu. Swoją karierę sportową zakończył w 1959 roku.

## Kariera reprezentacyjna
W reprezentacji Norwegii Thoresen zadebiutował 16 czerwca 1946 w wygranym 2:1 towarzyskim meczu z Danią, rozegranym w Oslo. W swojej karierze grał też w eliminacjach do MŚ 1954 i MŚ 1958 oraz na Igrzyskach Olimpijskich w Helsinkach. Od 1946 do 1959 roku rozegrał w kadrze narodowej 64 mecze i strzelił 22 gole.